# Otolithoides
Genre
Otolithoides est un genre de poissons de la famille des Sciaenidae.

## Liste des espèces
- Otolithoides biauritus (Cantor, 1849) - verrue bronzée
- Otolithoides pama (Hamilton, 1822)